# قائمة كوارث اليابان من حيث عدد الوفيات

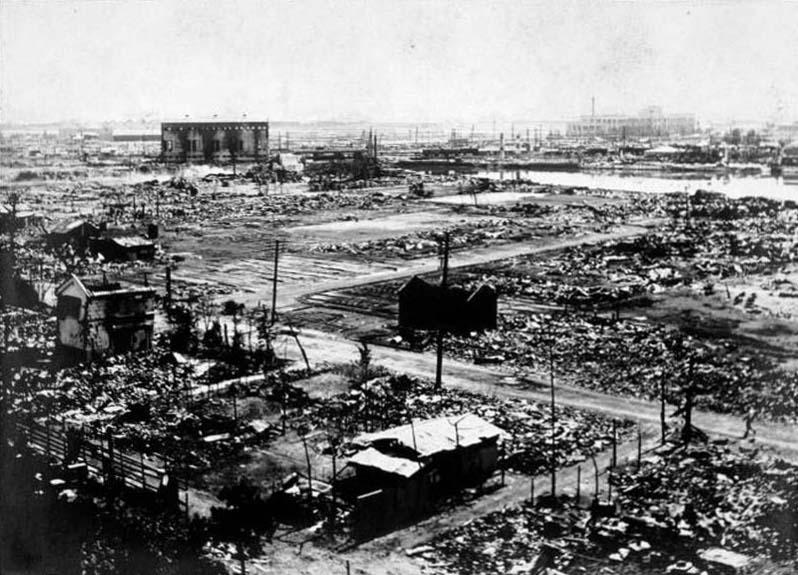
منظر لمدينة يوكوهاما بعد زلزال كانتو الكبير 1923.

تشمل القائمة التالية الحوادث والكوارث الطبيعية والمفتعلة في اليابان والتي أدت إلى أعداد من الوفيات تفوق 30 شخص، بإستثناء العمليات العسكرية والحربية وضحايا الأوبئة.
| عــــــدد الوفيــــــــات | اســـم الكارثـــــــــــــة                                        | نوعــــــــــــــها                         | التاريـــــــخ               | المـــكـــــــــــــــــــــــان                                                    | ملاحظــــــــــــــات |
| ------------------------- | ------------------------------------------------------------------ | ------------------------------------------- | ---------------------------- | ----------------------------------------------------------------------------------- | --- |
| 105٬385                   | زلزال كانتو الكبير                                                 | زلزال وتسونامي                              | 1 سبتمبر 1923                | سهل كانتو [الإنجليزية]، هونشو.                                                      | الكارثة الأكثر دموية في تاريخ اليابان، حسب تقارير الحكومة اليابانية الصادرة في 1927 بلغ عدد الضحايا 140,000، لكن تم تأكيد أن عدد الضحايا 105,385 سنة 2006. |
| 21٬959 (رسمية)            | زلزال سانريكو 1896                                                 | زلزال وتسونامي                              | 15 يونيو 1896                | سواحل منطقة توهوكو، هاواي.                                                          | سبب الزلزال موجة تسونامي بلغت ذروتها 38 متر في محافظة إواتي، ووصلت إلى سواحل هاواي بإرتفاع 9 أمتار. |
| 19٬113 (مؤكدة رسمياً)      | إعصار شمال كيوشو                                                   | إعصار وموجات مدية                           | 17 سبتمبر 1828               | شمال جزيرة كيوشو                                                                    | وفقاً لتقرير رسمي مؤكد، أثناء مرور الإعصار بلغ الضغط المركزي 935 هيكتوباسكال، وسرعة رياح قصوى وصلت إلى 198 كيلومتر (123 ميل)، حدثت عاصفة في بحر أرياكي وخليج هاكاتا، ذكرت الإحصائية الرسمية للضحايا 19,113 متوفى و18،625 جريح، الضرر الأكبر حدث في ساغا وياناغاوا وفوكوكا، وهذا يجعلها أسوأ عاصفة ضربت اليابان في التاريخ. |
| 15٬897                    | زلزال وتسونامي توهوكو                                              | زلزال وتسونامي                              | 11 مارس 2011                 | 72 كلم شرق شبه جزيرة أوشيكا، منطقة توهوكو.                                          | زلزال بقوة 9 درجات وتسونامي بإرتفاع 39 متر، تسبب بإنصهار من المستوى-7 لمحطة فوكوشيما دايتشي للطاقة النووية، تعتبر أعلى كارثة في العالم في حيث قيمة الأضرار المادية والتي بلغت 235 مليار دولار حسب تقديرات البنك الدولي، تشير الإحصائيات إلى أن عدد الضحايا بلغ 18,297 قتيل و6157 جريح و2533 مفقود حسب تأكيدات هيئة الشرطة الوطنية اليابانية في 8 مارس 2019. |
| 15٬000+                   | كارثة أونزين العظيمة [الإنجليزية]                                  | ثوران بركاني، زلزال، وتسونامي               | 21 مايو 1792                 | جبل أونزين، كيوشو                                                                   | ثوران بركاني كبير في جبل أونزين تسبب بإحداث هزة أرضية تبعه إنهيار في السفح الشرقي من الجبل مؤدياً إلى موجة ميغاتسونامي في بحر أرياكي بلغت إرتفاعها 57 متر. |
| 13٬000+                   | تسونامي ياياما الكبير في                                           | زلزال وتسونامي                              | 24 أبريل 1771                | جزيرة إشيغاكي وجزيرة مياكو                                                          | |
| 7٬273                     | زلزال مينو-أواري                                                   | زلزال                                       | 28 أكتوبر 1891               | مقاطعة مينو [الإنجليزية]، مقاطعة أواري.                                             | |
| 7٬000+                    | زلزال إيدو                                                         | زلزال                                       | 11 نوفمبر 1855               | طوكيو                                                                               | يعرف أيضاً بإسم "زلزال إيدو العظيم". |
| 6٬434                     | زلزال هانشين أواجي الكبير                                          | زلزال                                       | 17 يناير 1995                | جزيرة أواجي، قرب كوبي                                                               | يسمى أيضاً "بزلزال كوبي". |
| 5٬098                     | إعصار فيرا [الإنجليزية]                                            | إعصار وإندفاع مدّي                           | 26 سبتمبر 1959               | خليج إيسي، محافظة آيتشي، محافظة ميه                                                 | يعرف أيضاً بإسم "إعصار خليج إيسي". |
| 3٬769                     | زلزال فوكوي                                                        | زلزال                                       | 28 يونيو 1948                | محافظة فوكوي                                                                        | وقع الزلزال على فالق لم يكن معروفاً قبل حدوث الكارثة. |
| 3٬756                     | إعصار ماكورا-زاكاكي                                                | إعصار وإندفاع مدّي                           | 17 سبتمبر 1945               | بشكل أساسي جزيرة كيوشو، محافظة ياماغوتشي، محافظة هيروشيما، محافظة إيهيمي.           | يعرف أيضاً بإسم "إعصار إيدا 1945" |
| 3٬036                     | إعصار موروتو [الإنجليزية]                                          | إعصار وإندفاع مدّي                           | 21 سبتمبر 1934               | منطقة خليج أوساكا، كيوتو                                                            | |
| 3٬000+                    | زلزال سانريكو 1933                                                 | زلزال وتسونامي                              | 2 مارس 1933                  | سواحل منطقة توهوكو، هاواي.                                                          | سبب الزلزال موجات تسونامي وصلت إلى سواحل هاواي بإرتفاع 2.9 متر. |
| 2٬925                     | زلزال كيتا تانغو                                                   | زلزال                                       | 7 مارس 1927                  | محافظة كيوتو                                                                        | |
| 2٬306                     | زلزال ميكاوا                                                       | زلزال                                       | 13 يناير 1945                | محافظة آيتشي                                                                        | لأن الزلزال وقع خلال الحرب العالمية الثانية، تم إخفاء معلومات الكارثة مما عرقل جهود الإغاثة وتسبب بزيادة حصيلة الوفيات. |
| 2٬166                     | حريق هاكوداتي                                                      | حريق                                        | 21 مارس 1934                 | هاكوداتيه، هوكايدو.                                                                 | أحد أسوأ حوادث حرائق المدن في اليابان. |
| 1٬992 (مؤكدة رسمياً)       | أعاصير أغسطس 1884                                                  | إعصار وإندفاع مدّي                           | 26 أغسطس 1884                | بشكل أساسي في بحر سيتو الداخلي (محافظة أوكاياما، محافظة هيروشيما، محافظة إيهيمي.)   | حسب تقارير رسمية من قبل الحكومة اليابانية، بلغ إجمالي عدد الوفيات 1,992؛ أغلبهم 722 في أوكاياما و345 في إيهيمي و131 في هيروشيما. |
| 1٬930                     | إعصار كاثلين                                                       | إعصار وفياضانات                             | 16 سبتمبر 1947               | مناطق حول نهر توني (محافظة غونما، محافظة سايتاما، محافظة توشيغي) إيتشينوسيكي، طوكيو | |
| 1٬761                     | إعصار ماري                                                         | إعصار وحريق مدينة                           | 26 سبتمبر 1954               | هاكوداتيه وإواناي، هوكايدو                                                          | يعرف أيضاً بإسم "إعصار تويامارو 1954"، خلف أضراراً جسيمة بالعديد من السفن منها تويا مارو [الإنجليزية]، وسيكان-مارو 11، وهيداكا-مارو، وتوكاتشي-مارو، وكيتامي-مارو، وفي كل أوموري، بالإضافة إلى إنقلاب عبارة هاكوداتي التابعة سكك حديد اليابان الوطنية [الإنجليزية]، وتسبب بحريق هائل في إواناي. |
| 1٬496 (مؤكدة رسمياً)       | إعصار أغسطس 1889                                                   | إعصار، إنهيار أرضي، فيضانات                 | 21 أغسطس 1889                | شبه جزيرة كي، محافظة نارا، محافظة واكاياما.                                         | فاضت العديد من الأنهار في محافظة واكاياما مما تسبب بانهيار عدد كبير من المنازل وفقدانها في أماكن كثيرة في شبه جزيرة كي، مع حدوث فيضانات في كينوكاوا وواكاياما وفي حوض توتسوكاوا، تم تسجيل هطول أمطار غزيرة مستمرة بين 19 و21 من شهر أغسطس 1889، وحدوث إنزلاقات أرضية واسعة النطاق في 1107 موقع، أغلقت العديد من القنوات النهرية بسبب المخلفات مما أنشأ 53 سداً طبيعياً، ووفقاً لتقرير الحكومة اليابانية المؤكد، حصلت 1,496 حالة وفاة في منطقة تأثير الكارثة منها 1221 في واكاياما و168 في توتسوكاوا. |
| 1٬269                     | إعصار إيدا                                                         | إعصار وإنهيار أرضي                          | 27 سبتمبر 1958               | شبه جزيرة إزو، محافظة شيزوكا                                                        | يعرف أيضاً بإسم "إعصار نهر كانو 1958" |
| 1٬151 (رسمية)             | ثوران جبل أساما                                                    | ثوران بركاني                                | 5 أغسطس 1783                 | محافظة ناغانو، محافظة غونما.                                                        | أسوأ كارثة بركان في اليابان من حيث عدد الوفيات. |
| 1٬086                     | زلزال توتوري                                                       | زلزال                                       | 10 سبتمبر 1943               | محافظة توتوري                                                                       | بالرغم من حدوث الزلزال خلال فترة الحرب العالمية الثانية، إلا أن المعلومات حوله لم تخضع للرقابة. |
| 1٬015 (رسمية)             | فيضان واكاياما                                                     | أمطار غزيرة، إنهيار أرضي، وفيضان            | 18 يوليو 1953                | شبه جزيرة كي، محافظة واكاياما.                                                      | سبب إنهيار حواف عدد من الأنهار إلى إحداث فيضانات. |
| 1٬001 (رسمية)             | فيضان شمال كيوشو [الإنجليزية]                                      | أمطار غزيرة، إنهيار أرضي وفيضان             | 20 يونيو 1953                | جزيرة كيوشو، خصوصاً في كوماموتو وكيتاكيوشو.                                          | إنزلاقات أرضية وفيضانات في العديد من الأنهار. |
| 992 (رسمية)               | فيضان إيساهايا                                                     | أمطار غزيرة، إنهيار أرضي وفيضان             | 26 يوليو 1957                | محافظة ناغاساكي، محافظة كوماموتو.                                                   | |
| 943 (رسمية)               | إعصار راث                                                          | أمطار غزيرة، موجات مدّية، إنهيار أرضي وفيضان | 16 أكتوبر 1951               | جزيرة كيوشو، محافظة ياماغوتشي                                                       | |
| 941 (رسمية)               | إنهيار بحيرة إيروكا                                                | أمطار غزيرة، إنهيار ضفة                     | 12 مايو 1868                 | إنوياما، محافظة آيتشي.                                                              | تداعت ضفاف بحيرة إروكا بسبب هطول غزير للأمطار، مما أدى إلى نكبة بحصيلة 941 وفاة، وإنجراف 807 منزل. |
| 715 (رسمية)               | فيضان هانشين العظيم                                                | أمطار غزيرة، إنهيار أرضي وفيضان             | 5 يوليو 1938                 | مناطق حول جبل روكو [الإنجليزية]، محافظة هيوغو.                                      | |
| 687 (رسمية)               | إنفجار منجم فحم هوجو                                               | إنفجار منجم                                 | 14 ديسمبر 1914               | فوكوتشي [الإنجليزية]، محافظة فوكوكا.                                                | أسوأ حادثة منجم فحم وكارثة صناعية في اليابان. |
| 621 (رسمية)               | سفينة كاواتشي [الإنجليزية]                                         | تحطم سفينة، إنفجار                          | 12 يوليو 1918                | خليج تاكوياما، شونان، محافظة ياماغوتشي.                                             | غرق سفينة كاواتشي بسبب إنفجار مخزن الذخيرة فيها. |
| 567 (رسمية)               | إنهيار منجم بيشي                                                   | إنهيار أرضي، أمطار غزيرة                    | 28 أغسطس 1889                | نيهاما، محافظة إيهيمي                                                               | |
| 520                       | الخطوط الجوية اليابانية رحلة 123                                   | حادث طيران                                  | 12 أغسطس 1985                | جبل تاكاماغاهارا [الإنجليزية]                                                       | تعتبر من أسوأ كوارث تحطم الطائرات في التاريخ، من بين 524 فرد ممكن كانوا على الطائرة نجا 4 منهم فقط. |
| 477 (رسمية)               | ثوران جبل بانداي [الإنجليزية]                                      | ثوران بركاني                                | 15 يوليو 1888                | محافظة فوكوشيما                                                                     | |
| 464 (رسمية)               | سفينة تاروميزو-مارو 6                                              | تحطم سفينة                                  | 6 فبراير 1944                | خليج كاغوشيما، تاروميزو، محافظة كاغوشيما.                                           | كانت تحمل السفينة ما يفوق سعتها مما تسبب بإختلال توازنها أثناء إنعطافها وغرقها. |
| 458                       | إنفجار منجم فحم ميكي [الإنجليزية]                                  | إنفجار منجم                                 | 9 نوفمبر 1963                | منجم فحم ميكي، محافظة فوكوكا.                                                       | |
| 447 (رسمية)               | أمطار غرب اليابان الغزيرة                                          | أمطار شديدة، فيضانات، إنزلاقات أرضية.       | 13 يوليو 1972                | بشكل أساسي جزر أماكوسا [الإنجليزية]، محافظة كوتشي ومحافظة آيتشي.                    | إنهيار أراضي في العديد من الأماكن في جزر أماكوسا [الإنجليزية]، وجزيرة كيوشو، وتوسايامادا [الإنجليزية]، وجزيرة شيكوكو. |
| 440 (رسمية)               | إنهيار جسر إيداي بسبب التدافع                                      | تدافع                                       | 20 سبتمبر 1807               | إيدو (طوكيو حالياً)                                                                  | في ضريح فوكاغاوا-توميوكا هاتشيمان، إنهار جسر يعود تاريخ بناءه إلى سنة 1795 تحت وطأة رواد المهرجان، يعتبر من أسوأ حوادث التدافع والهلع في اليابان، ووفقاً لمصدر غير رسمي لازال عدد من الأشخاص في عداد المفقودين. |
| 426                       | زلزال هيئيتسو [الإنجليزية]                                         | زلزال                                       | 9 أبريل 1858                 | محافظة غيفو                                                                         | |
| 375 (رسمية)               | فشل منجم أوساريزاوا                                                | أمطار غزيرة، فشل سد                         | 20 نوفمبر 1936               | كازونو، محافظة أكيتا.                                                               | حدثت الكارثة بسبب هطول غزير للأمطار مما سبب فيضان وإنزلاق طيني أدى إلى دفن عدد من البلدات، إجتاح التدفق الطيني عدد من منازل سكن عمال المناجم بالإضافة إلى مسرح ومكتب حكومي وعدد من المزارعين. |
| 322 (رسمية)               | فيضان ناغاساكي                                                     | أمطار غزيرة، إنزلاقات أرضية.                | 20 يوليو 1982                | محافظة ناغاساكي، محافظة كوماموتو.                                                   | في جميع أنحاء منطقة ناغاساكي تم ملاحظة هطول أمطار غزيرة بين 100 إلى 187 ملم/سا، مما سبب إنهيارات أرضية في جميع أنحاء المنطقة، توفي 299 شخص في محافظة ناغازاكي و23 شخص في محافظة كوماموتو. |
| 304 (رسمية)               | سفينة سيكيريه مارو                                                 | تحطم سفينة                                  | 20 ديسمبر 1945               | مضيق أكاشي، محافظة هيوغو.                                                           | غرق قارب متوجه من جزيرة أواجي إلى أكاشي بسبب الرياح العاتية، مخلفاً 304 وفاة مؤكدة. |
| 264                       | رحلة الخطوط الجوية الصينية 140 [الإنجليزية]                        | حادث طيران                                  | 26 أبريل 1994                | ناغويا                                                                              | من بين 271 راكب، نجى 7 فقط. |
| 230                       | زلزال هوكايدو 1993 [الإنجليزية]                                    | زلزال وتسونامي                              | 11 يوليو 1993                | 58 كلم غرب هوكايدو، بحر اليابان.                                                    | |
| 225                       | فيضانات اليابان 2018                                               | أمطار غزيرة، فيضانات، إنزلاق طيني           | 28 يونيو 2018 - 9 يوليو 2018 | شيكوكو غرب هونشو                                                                    | من أسوأ الفيضانات بعد فيضان "ناغازاكي 1982"، حيث تم إجلاء 8 ملايين شخص في 23 محافظة، وتسجيل 13 شخص في عداد المفقودين. |
| 208 (رسمية)               | إحتراق مسرح هوتيزا                                                 | حريق                                        | 6 مارس 1943                  | كوتشان [الإنجليزية]، شيريبيشي [الإنجليزية]، هوكايدو                                 | حصل الحريق أثناء عرض فيلم تأبيني. |
| 199                       | حادثة جبال هاكودا [الإنجليزية]                                     | حادث تسلق جبال                              | 23 يناير 1902                | جبال هاكودا [الإنجليزية].                                                           | أسوأ كارثة تسلق جبال في التاريخ الحديث خلفت 199 وفاة خلال عملية تسلق واحدة. |
| 191 (رسمية)               | إنقلاب قطار أجيكاواغوتشي 1940                                      | تحطم قطار                                   | 29 يناير 1940                | محطة أجيكاواغوتشي [الإنجليزية]، أوساكا.                                             | خرج قطار ركاب من 3 عربات عن مساره وإحترق. |
| 184                       | إنقلاب قطار خط هاتشيكو [الإنجليزية]                                | تحطم قطار                                   | 25 فبراير 1947               | محافظة سايتاما                                                                      | حصل الحادث بسبب السرعة الزائدة. |
| 162                       | حادثة قطار تسورومي [الإنجليزية]                                    | تحطم قطار                                   | 9 نوفمبر 1963                | خط توكايدو الرئيسي [الإنجليزية]                                                     | كان الحادث بسبب مشاكل في العربات. |
| 160                       | تحطم قطار ميكاواشيما [الإنجليزية]                                  | تحطم قطار                                   | 3 مايو 1962                  | محطة ميكاواشيما [الإنجليزية]                                                        | حصل الحادث بسبب تجاول أحد القطارات إشارة الخطر، مما أدى إلى تصادم قطاري ركاب وقطار شحن. |
| 155                       | إنهيار ميتسوماتا الثلجي                                            | إنهيار ثلجي                                 | 9 يناير 1918                 | ميتسوماتا (حالياً يوزاوا [الإنجليزية])، محافظة نيغاتا.                               | أسوأ كارثة إنهيار ثلجي في اليابان. |
| 154 (مؤكدة رسمياً)         | إنهيار أوتوري الثلجي                                               | إنهيار ثلجي                                 | 20 يناير 1918                | أساهي (حالياً تسوروكا)، محافظة ياماغاتا.                                             | عاصفة ثلجية غزيرة تسببت في حدوث إنهيار ثلجي هائل وإنهيار 11 مبنى من ضمنها مدسة وسكن عمال، يعتبر ثاني أكبر حادث إنهيار ثلجي في تاريخ اليابان. |
| 147 (رسمية)               | إنفجار إنفجار نفق فوتاماتا                                         | إنفجار                                      | 12 نوفمبر 1945               | سويدا [الإنجليزية]، محافظة فوكوكا.                                                  | وقع إنفجار كبير أثناء قيام الجيش الأمريكي بمعالجة مخبأ للبارود مخفي من قبل جيش الإمبراطورية اليابانية، أدى الإنفجار إلى تدمير المستودع بالكامل وعدد كبير من المنازل الخاصة في المنطقة الجبلية. |
| 144 (رسمية)               | ثوران جبل توكاتشي                                                  | ثوران بركاني                                | 24 مايو 1926                 | جبال إيشيكاري المركزية [الإنجليزية]، هوكايدو.                                       | |
| 141                       | إعصار إوينيار [الإنجليزية]                                         | إعصار                                       | 29 يونيو 2006                | جزر ريوكيو                                                                          | |
| 133                       | رحلة الخطوط الجوية اليابانية رقم 60 [الإنجليزية]                   | حادث طيران                                  | 4 فبراير 1966                | خليج طوكيو                                                                          | لا ناجين. |
| 129                       | كارثة تاتشيكاوا الجوية [الإنجليزية]                                | حادث طيران                                  | 18 يونيو 1953                | تاتشيكاوا                                                                           | لا ناجين. |
| 126 (رسمية)               | تدافع ضريح ياهيكو                                                  | تدافع                                       | 1 يناير 1956                 | ياهيكو [الإنجليزية]، محافظة نيغاتا.                                                 | ثاني أسوأ كارثة تدافع في اليابان. |
| 124                       | رحلة الخطوط الجوية البريطانية لما وراء البحار رقم 911 [الإنجليزية] | حادث طيران                                  | 5 مارس 1966                  | جبل فوجي                                                                            | لا ناجين. |
| 118 (رسمية)               | حريق مبنى سينيتشي [الإنجليزية]                                     | حريق                                        | 13 مايو 1972                 | تشووه، محافظة أوساكا.                                                               | حصل الحادث بسبب إلقاء أحد عمال الكهرباء سيجارة أو عود ثقاب بشكل خاطئ. |
| 107                       | إنقلاب قطار أماغاساكي [الإنجليزية]                                 | تحطم قطار                                   | 25 أبريل 2005                | أماغاساكي، محافظة هيوغو.                                                            | حصل الحادث بسبب السرعة الزائدة. |
| 106                       | حريق قطار ساكوراغيتشو [الإنجليزية]                                 | تحطم قطار                                   | 24 أبريل 1951                | محطة ساكوراغيتشو                                                                    | حصل الحريق بسبب تماس كهربائي. |
| 105                       | إعصار هايكوي [الإنجليزية]                                          | إعصار                                       | 1 أغسطس 2012                 | جزر ريوكيو                                                                          | |
| 104 (رسمية)               | غرق حافلة نهر هيدا                                                 | حادث طريق                                   | 18 أغسطس 1968                | طريق اليابان الوطني 41 [الإنجليزية]، غيرو، محافظة غيفو.                             | غرقت حافلتان في طريقهما إلى ماغويا في نهر هيدا بسبب أمطار غزيرة وإنزلاقات أرضية، يعتبر هذا أسوأ حادث طريق في اليابان وشمال شرق آسيا. |
| 104 (رسمية)               | حريق مبنى تاييو 1973 [الإنجليزية]                                  | حريق                                        | 29 نوفمبر 1973               | كوماموتو، جزيرة كيوشو.                                                              | |
| 94 (رسمية)                | إنفجار هيراكاتا                                                    | إنفجار                                      | 1 مارس 1939                  | هيراكاتا، محافظة أوساكا.                                                            | إشتعلت نيران في مخزن أسلحة تابع للجيش الإمبراطوري الياباني مما تسبب بتفجر المقذوفات والعتاد بشكل متواصل حتى بلغ 29 إنفجار في يوم واحد، إستمرت الإنفجارات حتى يوم 3 مارس، سمع دويها بين أوساكا وكيوتو. |
| 84 (رسمية)                | إنفجار أوتارو                                                      | إنفجار                                      | 27 ديسمبر 1924               | أوتارو، هوكايديو.                                                                   | رست سفينة شحن محملة بـ1000 صندوق متفجرات في ميناء أوتارو في 26 ديسمبر 1924، حصل حريق أثناء تفريغ الحمولة وصل إلى حوالي 600 صندوق مما تسبب بإنفجار كبير في الميناء. |
| 79 (رسمية)                | إنفجار غاز أوساكا                                                  | إنفجار                                      | 8 أبريل 1970                 | كيتاكو، أوساكا.                                                                     | إنفجار غاز في موقع بناء تابع لمترو أوساكا. |
| 74                        | إنزلاقات هيروشيما الأرضية 2014 [الإنجليزية]                        | إنهيار أرضي                                 | 20 أغسطس 2014                | محافظة هيروشيما                                                                     | |
| 68                        | رحلة خطوط توا الجوية الداخلية رقم 63 [الإنجليزية]                  | حادث طيران                                  | 3 يوليو 1971                 | يوكوتسوداكي                                                                         | لا ناجين. |
| 59                        | إعصار بولافين 2012 [الإنجليزية]                                    | إعصار                                       | 19 أغسطس 2012                | جزر ريوكيو                                                                          | |
| 56                        | ثوران جبل أونتاكيه 2014 [الإنجليزية]                               | ثوران بركاني                                | 27 سبتمبر 2014               | جبل أونتاكي، هونشو.                                                                 | بركان كان يعتقد بأنه خامد. |
| 54                        | إعصار تشاتان [الإنجليزية]                                          | إعصار                                       | 27 يونيو 2002                | غوام، جزر ماريانا الشمالية، الضفة الشرقية من اليابان.                               | من بين 54 حالة وفاة، 6 منهم في اليابان مع أضرار مادية كبيرة. |
| 50                        | رحلة الخطوط الجوية اليابانية رقم 533 [الإنجليزية]                  | حادث طيران                                  | 13 نوفمبر 1966               | بحر سيتو الداخلي                                                                    | لا ناجين. |
| 44                        | حريق مبنى ميوجو 56 [الإنجليزية]                                    | حريق                                        | 1 سبتمبر 2001                | حي كابوكيتشو في شينجيكو، طوكيو.                                                     | |
| 41                        | زلزال هوكايدو شرق إيبوري 2018 [الإنجليزية]                         | زلزال                                       | 6 سبتمبر 2018                | هوكايدو، بالأخص بلدة أتسوما.                                                        | |
| 40                        | زلزال تشويتسو 2004 [الإنجليزية]                                    | زلزال                                       | 23 أكتوبر 2004               | محافظة نيغاتا                                                                       | |
| 36                        | الهجوم على ستوديو أنميشن في كيوتو                                  | إحراق ممتلكات                               | 18 يوليو 2019                | كيوتو                                                                               | يعتقد بأنه أسوأ حادث قتل جماعي مؤكد في التاريخ الياباني بعد الحرب، تسبب بموت 36 شخص على الأقل، وإصابة 36 آخرون، كما إنه أسوأ حريق في تاريخ اليابان بعد حريق مبنى (ميوجو-56 سنة 2001). |
| 30                        | مذبحة تسوياما                                                      | جريمة قتل جماعية                            | 21 مايو 1938                 | قرية كايو الريفية، محافظة أوكاياما.                                                 | |

## طالع أيضًا
- قائمة حوادث الطائرات المدنية
- قائمة حوادث إشعاعية مدنية
- قائمة الكوارث الطبيعية الأكثر فتكا حسب عدد القتلى
- جيولوجيا اليابان
- وباء الجدري الياباني (735-737)